# Warlords (карткова гра)
Warlords — колекційна карткова гра, випущена 1997 року Iron Crown Enterprises. Геймплей схожий на Magic: the Gathering, а сюжет заснований на комп'ютерній грі Warlords III, розробленою компанією SSG. Дизайнером гри виступив засновник SSG Єн Траут. Незважаючи на те, що гра вже не видається, в зв'язку з банкрутством Iron Crown, її можна купити в офіційному інтернет магазині або пограти через CCG Workshop.